# Twomad
Muudea Sedik (17 tháng 12 năm 2000 – k. 13 tháng 2 năm 2024), được biết đến trực tuyến là twomad, là một YouTuber và người phát trực tiếp người Canada sống tại Los Angeles. Sedik đã tạo kênh YouTube chính của mình vào năm 2017. Anh đã làm video chơi game trước khi được biết đến như một Internet troll. Một số clip về anh đã trở thành meme Internet, giúp anh có được lượng người theo dõi trực tuyến. Vào ngày 13 tháng 2 năm 2024, Sedik được phát hiện đã qua đời tại nhà riêng do dùng quá liều morphine.

## Cuộc đời và sự nghiệp
Muudea Sedik sinh ngày 17 tháng 12 năm 2000 ở Canada trong một gia đình Oromo thuộc Ethiopia.(7:12)(1:22) Ở thời niên thiếu, Sedik bắt đầu có nhiều người theo dõi trực tuyến sau khi đăng các video hài hước về cảnh quay chơi game trên YouTube và Reddit. Năm 16 tuổi, Sedik thôi học và làm YouTuber toàn thời gian.(15:42–17:30) Mặc dù anh đã tạo kênh YouTube đầu tiên của mình vào tháng 4 năm 2016, kênh chính của anh được tạo vào tháng 8 năm 2017.
Vào năm 2019, một đoạn clip ngắn về cảnh Sedik đột nhiên ngã xuống đã trở thành một meme internet, cuối cùng lan truyền đến các nền tảng truyền thông xã hội như Instagram và Twitter. Anh bắt đầu phát trực tiếp trên Twitch vào đầu năm đó, nơi anh chơi game. Sau khi bị cấm khỏi nền tảng này, cuối cùng Sedik dự định bắt đầu phát trực tiếp trên YouTube.
Trong những năm tiếp theo, Sedik được biết đến như một Internet troll, nổi tiếng là "lập dị" và có "những cuộc gặp gỡ trực tuyến khó xử". Trang web Passionfru.it tuyên bố rằng anh được biết đến với những trò hài hước đáng xấu hổ, gọi nội dung của anh là "một cơn sốt dành cho thanh thiếu niên".
Sedik đã thu hút thêm sự chú ý xuyên suốt đại dịch COVID-19. Vào tháng 4 năm 2020, Sedik đã tham gia vào hoạt động "zoombombing", anh sẽ phát trực tiếp, giúp anh trở nên nổi tiếng hơn nữa. Một trong những video kết quả đã trở thành video phổ biến nhất trên kênh YouTube của anh, dẫn đến việc BBC News chiếu các đoạn clip từ video đó trong một báo cáo về zoombombing. Passionfru.it ghi nhận anh là người phổ biến xu hướng này. Năm 2020, kênh YouTube của Sedik đã tăng từ 960.000 lên 2,2 triệu người đăng ký và anh có hơn 844.000 người theo dõi trên Twitter. Năm 2022, anh đã thực hiện một buổi chụp ảnh cosplay đầy gợi cảm với người nổi tiếng trên mạng Belle Delphine.
Năm 2019, Sedik bị người hâm mộ K-pop chỉ trích và cáo buộc phân biệt chủng tộc sau khi miêu tả thành viên BTS Jimin trong một video bằng cách hóa trang thành người da trắng và đội tóc giả màu vàng. Năm 2021, Sedik tham dự một buổi nhạc hội của BTS với chiếc mũ hình nón châu Á trong khi cầm một bức ảnh đã chỉnh sửa kết hợp khuôn mặt của V (thành viên BTS) và nhà lãnh đạo cộng sản Mao Trạch Đông, nói đùa rằng bức ảnh đó mô tả cha mình. Năm 2023, Sedik nhận thêm nhiều chỉ trích sau khi đăng ảnh Brianna Ghey, một thiếu nữ chuyển giới mới bị sát hại vào thời điểm đó, nói rằng cô là "bạn gái" của anh.

## Qua đời và tranh cãi
Vào ngày 13 tháng 2 năm 2024, Sở Cảnh sát Los Angeles đã thực hiện kiểm tra phúc lợi đối với Sedik sau khi anh không giao tiếp trong nhiều ngày. Sedik được phát hiện đã qua đời tại nhà riêng ở tuổi 23. Các nhà chức trách phát hiện dụng cụ sử dụng ma túy tại hiện trường. Vào tháng 8, Sở Y tế Quận Los Angeles phát hiện nguyên nhân tử vong là do ngộ độc morphine, trong khi việc sử dụng mitragynine là một yếu tố quan trọng khác.
Ngay sau khi TMZ đưa tin về vụ việc, YouTuber Jameskii đã công khai cáo buộc Sedik có hành vi phạm tội như hiếp dâm và ấu dâm, đồng thời tuyên bố Sedik đã nhiều lần cố gắng ám sát mình do anh hợp tác với cơ quan thực thi pháp luật trong các cuộc điều tra chống lại Sedik. Tờ Manila Bulletin mô tả di sản của Sedik là gây tranh cãi và chia rẽ, một số người chọn cách coi cái chết của anh là "sự mất mát của một biểu tượng meme". Vào thời điểm anh qua đời, kênh YouTube của anh đã tích lũy được 156 video và thu hút hơn 200 triệu lượt xem.
Một cáo phó trên tờ Manila Bulletin nêu rằng nhiều người đã cáo buộc Sedik quấy rối. YouTuber Goldibell đã cáo buộc anh nhiều lần tấn công tình dục và quấy rối, đồng thời chia sẻ ảnh chụp màn hình được cho là những tin nhắn không phù hợp mà cô nhận được từ anh. Goldibell cũng cáo buộc anh theo dõi cô sau khi họ cắt đứt quan hệ, điều mà Sedik đã phủ nhận.